# Rabanera
Rabanera és un municipi situat en la comarca del Camero Viejo, de La Rioja (Espanya). Localitat de naixement de l'empresari Manuel Agustín Heredia (1786-1846).